# Liste der Nummer-eins-Hits in Norwegen (2014)
Diese Liste der Nummer-eins-Hits in Norwegen basiert auf der offiziellen norwegischen VG-Lista (Top 40 Singles und Alben – bis Woche 43 Singles Top 20) von IFPI Norwegen im Jahr 2014.

## Singles
| ← 2013 ← | Liste der Nummer-eins-Hits in Norwegen | Liste der Nummer-eins-Hits in Norwegen  | Liste der Nummer-eins-Hits in Norwegen | 2015 → |
| \| Zeitraum \| Wo. ges. \| Interpret \| Titel Autor(en) \| Zusätzliche Informationen \| \| (Zeitraum, Wochen auf Platz eins, Interpret, Titel, Autor[en], zusätzliche Informationen) \| \| \| \| \| \| ----------------------------------------------------------------------------------------- \| -------- \| --------------------------------------- \| ---------------------------------------------------------------------------------------------------------------------------------------------------------------- \| -------------------------------------------------------------------------------------------------------------------------------------------------------------------------------------------------------------------------------------------------------------------------------------------------------------------- \| \| 1.–2. Woche 2 Wochen \| 2 \| Pitbull feat. Kesha \| Timber Lee Oskar, Lukasz Gottwald, Henry Walter, Kesha Sebert, Armando Pérez, Priscilla Hamilton, Greg Errico, Jamie Sanderson, Breyan Stanley Isaac, Keri Oskar \| Für beide Interpreten ist es das zweite Mal auf Platz eins in Norwegen, allerdings das erste Mal in der jeweiligen Rolle: Kesha hatte 2009 den eigenen Hit Tik Tok und Pitbull war 2011 featuring Artist bei On the Floor von Jennifer Lopez; für Kesha ist es die vierte, für Pitbull die achte Top-Ten-Platzierung \| \| 3.–10. Woche 8 Wochen \| 8 \| Ed Sheeran \| I See Fire Edward Sheeran \| Musik zum Hobbit-Film Smaugs Einöde brachte dem Engländer die erste Nummer eins, nachdem sein Debüt The A Team zwei Jahre zuvor bereits in die Top 5 von Norwegen gekommen war \| \| 11.–12. Woche 2 Wochen \| 2 \| Pharrell Williams \| Happy Pharrell Williams \| – \| \| 13. Woche 1 Woche \| 1 \| Clean Bandit feat. Jess Glynne \| Rather Be James Napier, Jack Patterson, Grace Chatto, Nicole Marshall \| – \| \| 14.–19. Woche 6 Wochen \| 6 \| Mr. Probz \| Waves (Robin Schulz Remix) Dennis Princewell Stehr \| – \| \| 20.–21. Woche 2 Wochen \| 2 \| David Guetta & Showtek feat. Vassy \| Bad David Guetta, Sjoerd Janssen, Wouter Janssen, Manuel Reuter, Giorgio Tuinfort, Nick Turpin, Ossama Al Sarraf, Ned Shepard, Vassy \| – \| \| 22.–28. Woche 7 Wochen \| 7 \| Seinabo Sey \| Younger (Kygo Remix) Vincent Pontare, Marcus Lidehäll, Seinabo Sey \| – \| \| 29. Woche 1 Woche \| 1 \| Admiral P feat. Nico D \| Engel \| – \| \| 30.–32. Woche 3 Wochen \| 3 \| Anders Nilsen \| Salsa Tequila Anders Nilsen \| Der norwegische Komiker landet mit seiner Parodie auf einen Sommerhit einen Sommerhit. \| \| 33.–38. Woche 6 Wochen \| 6 \| Lilly Wood & the Prick and Robin Schulz \| Prayer in C (Robin Schulz Remix) Nili Hadida, Benjamin Cotto \| – \| \| 39.–40. Woche 2 Wochen \| 2 \| Calvin Harris feat. John Newman \| Blame Calvin Harris, John Newman, James Newman \| – \| \| 41.–45. Woche 5 Wochen \| 5 \| Gabriel Rios \| Gold Gabriel Rios \| – \| \| 46.–47. Woche 2 Wochen \| 2 \| David Guetta feat. Sam Martin \| Dangerous David Guetta, Giorgio Tuinfort, Sam Martin, Jason Evigan, Lindy Robbins \| – \| \| 48.–49. Woche 2 Wochen \| 2 \| Broiler feat. Ravvel \| Wild Eyes \| – \| \| 50. Woche 2014 – 3. Woche 2015 6 Wochen \| 6 \| Kygo feat. Conrad \| Firestone \| Als Remixer hatte der DJ aus Bergen bereits zum Nummer-eins-Hit von Seinabo Sey beigetragen, seine erste eigene Single springt ebenfalls an die Chartspitze. \| |                                        |                                         | | |
| ← 2013 |                                        |                                         | | → 2015 → |
| Zeitraum | Wo. ges.                               | Interpret                               | Titel Autor(en) | Zusätzliche Informationen |
| (Zeitraum, Wochen auf Platz eins, Interpret, Titel, Autor[en], zusätzliche Informationen) |                                        |                                         | | |
| 1.–2. Woche 2 Wochen | 2                                      | Pitbull feat. Kesha                     | Timber Lee Oskar, Lukasz Gottwald, Henry Walter, Kesha Sebert, Armando Pérez, Priscilla Hamilton, Greg Errico, Jamie Sanderson, Breyan Stanley Isaac, Keri Oskar | Für beide Interpreten ist es das zweite Mal auf Platz eins in Norwegen, allerdings das erste Mal in der jeweiligen Rolle: Kesha hatte 2009 den eigenen Hit Tik Tok und Pitbull war 2011 featuring Artist bei On the Floor von Jennifer Lopez; für Kesha ist es die vierte, für Pitbull die achte Top-Ten-Platzierung |
| 3.–10. Woche 8 Wochen | 8                                      | Ed Sheeran                              | I See Fire Edward Sheeran | Musik zum Hobbit-Film Smaugs Einöde brachte dem Engländer die erste Nummer eins, nachdem sein Debüt The A Team zwei Jahre zuvor bereits in die Top 5 von Norwegen gekommen war |
| 11.–12. Woche 2 Wochen | 2                                      | Pharrell Williams                       | Happy Pharrell Williams | – |
| 13. Woche 1 Woche | 1                                      | Clean Bandit feat. Jess Glynne          | Rather Be James Napier, Jack Patterson, Grace Chatto, Nicole Marshall                                                                                            | – |
| 14.–19. Woche 6 Wochen | 6                                      | Mr. Probz                               | Waves (Robin Schulz Remix) Dennis Princewell Stehr | – |
| 20.–21. Woche 2 Wochen | 2                                      | David Guetta & Showtek feat. Vassy      | Bad David Guetta, Sjoerd Janssen, Wouter Janssen, Manuel Reuter, Giorgio Tuinfort, Nick Turpin, Ossama Al Sarraf, Ned Shepard, Vassy                             | – |
| 22.–28. Woche 7 Wochen | 7                                      | Seinabo Sey                             | Younger (Kygo Remix) Vincent Pontare, Marcus Lidehäll, Seinabo Sey                                                                                               | – |
| 29. Woche 1 Woche | 1                                      | Admiral P feat. Nico D                  | Engel | – |
| 30.–32. Woche 3 Wochen | 3                                      | Anders Nilsen                           | Salsa Tequila Anders Nilsen | Der norwegische Komiker landet mit seiner Parodie auf einen Sommerhit einen Sommerhit. |
| 33.–38. Woche 6 Wochen | 6                                      | Lilly Wood & the Prick and Robin Schulz | Prayer in C (Robin Schulz Remix) Nili Hadida, Benjamin Cotto | – |
| 39.–40. Woche 2 Wochen | 2                                      | Calvin Harris feat. John Newman         | Blame Calvin Harris, John Newman, James Newman | – |
| 41.–45. Woche 5 Wochen | 5                                      | Gabriel Rios                            | Gold Gabriel Rios | – |
| 46.–47. Woche 2 Wochen | 2                                      | David Guetta feat. Sam Martin           | Dangerous David Guetta, Giorgio Tuinfort, Sam Martin, Jason Evigan, Lindy Robbins                                                                                | – |
| 48.–49. Woche 2 Wochen | 2                                      | Broiler feat. Ravvel                    | Wild Eyes | – |
| 50. Woche 2014 – 3. Woche 2015 6 Wochen | 6                                      | Kygo feat. Conrad                       | Firestone | Als Remixer hatte der DJ aus Bergen bereits zum Nummer-eins-Hit von Seinabo Sey beigetragen, seine erste eigene Single springt ebenfalls an die Chartspitze. |

## Alben
| ← 2013 ← | Liste der Nummer-eins-Hits in Norwegen | Liste der Nummer-eins-Hits in Norwegen | Liste der Nummer-eins-Hits in Norwegen | 2015 → |
| \| Zeitraum \| Wo. ges. \| Interpret \| Titel \| Zusätzliche Informationen \| \| (Zeitraum, Wochen auf Platz eins, Interpret, Titel, zusätzliche Informationen) \| \| \| \| \| \| ------------------------------------------------------------------------------ \| -------- \| ------------------------ \| -------------------------------------- \| --------------------------------------------------------------------------------------------------------------------------------------------------------------- \| \| 50. Woche 2013 – 1. Woche 2014 4 Wochen (insgesamt 29) \| 29 \| Kurt Nilsen \| Have Yourself a Merry Little Christmas \| – \| \| 2.–3. Woche 2 Wochen (insgesamt 5) \| 5 \| Avicii \| True \| Sieben Wochen schwankte das Album zwischen Platz zwei und zwölf, bevor Avicii, wie bereits mit zwei Singles daraus, auf Platz eins aufrückte. \| \| 4.–5. Woche 2 Wochen \| 2 \| Bruce Springsteen \| High Hopes \| Die lange Karriere von „Boss“ Springsteen brachte ein Dutzend Nummer-eins-Alben in Norwegen, die letzten fünf Studioalben reihten sich alle an der Spitze auf. \| \| 6. Woche 1 Woche \| 1 \| Skambankt \| Sirene \| Die Hard-Rocker konnten sich von Album zu Album steigern und erreichten nach Platz 8, Platz 5 und Platz 2 mit dem vierten Album in acht Jahren die Chartspitze. \| \| 7.–8. Woche 2 Wochen \| 2 \| Highasakite \| Silent Treatment \| – \| \| 9. Woche 1 Woche \| 1 \| Oslo Ess \| Alle hjerter deler seg \| – \| \| 10. Woche 1 Woche (insgesamt 3) \| 3 \| Jason Derulo \| Tattoos \| – \| \| 11. Woche 1 Woche \| 1 \| Pharrell Williams \| Girl \| – \| \| 12. Woche 1 Woche \| 1 \| Sivert Høyem \| Endless Love \| – \| \| 13.–14. Woche 2 Wochen \| 2 \| Verschiedene Interpreten \| Bauta - En hyllest til Bjørn Eidsvåg \| Ein Tributealbum zum 60. Geburtstag des Musikers Bjørn Eidsvåg von Marit Larsen, Maria Mena, dem Bo Kaspers Orkester, Thomas Dybdahl und anderen \| \| 15. Woche 1 Woche (insgesamt 3) \| 3 \| Jason Derulo \| Tattoos \| – \| \| 16.–17. Woche 2 Wochen \| 2 \| Morten Harket \| Brother \| – \| \| 18. Woche 1 Woche \| 1 \| Jarle Bernhoft \| Islander \| – \| \| 19.–20. Woche 2 Wochen \| 2 \| Kent \| Tigerdrottningen \| – \| \| 21.–22. Woche 2 Wochen \| 2 \| Coldplay \| Ghost Stories \| – \| \| 23. Woche 1 Woche (insgesamt 3) \| 3 \| Jason Derulo \| Tattoos \| – \| \| 24. Woche 1 Woche \| 1 \| Age Aleksandersen \| Sukker og salt \| – \| \| 25. Woche 1 Woche \| 1 \| First Aid Kit \| Stay Gold \| – \| \| 26. Woche 1 Woche \| 1 \| Lana Del Rey \| Ultraviolence \| – \| \| 27. Woche 1 Woche (insgesamt 14) \| 14 \| Ed Sheeran \| × \| – \| \| 28. Woche 1 Woche \| 1 \| 5 Seconds of Summer \| 5 Seconds of Summer \| – \| \| 29.–35. Woche 7 Wochen (insgesamt 14) \| 14 \| Ed Sheeran \| × \| – \| \| 36. Woche 1 Woche \| 1 \| Ariana Grande \| My Everything \| – \| \| 37.–39. Woche 3 Wochen \| 3 \| Verschiedene Interpreten \| MGPJR \| – \| \| 40. Woche 1 Woche \| 1 \| Leonard Cohen \| Popular Problems \| – \| \| 41. Woche 1 Woche \| 1 \| Emilie Nicolas \| Like I’m a Warrior \| – \| \| 42. Woche 1 Woche \| 1 \| Nico & Vinz \| Black Star Elephant \| – \| \| 43. Woche 1 Woche \| 1 \| deLillos \| Rett og slett livet \| – \| \| 44. Woche 1 Woche \| 1 \| Marit Larsen \| When the Morning Comes \| – \| \| 45. Woche 1 Woche \| 1 \| Taylor Swift \| 1989 \| – \| \| 46.–47. Woche 2 Wochen (insgesamt 3) \| 3 \| Pink Floyd \| The Endless River \| – \| \| 48. Woche 1 Woche \| 1 \| One Direction \| Four \| – \| \| 49. Woche 1 Woche (insgesamt 3) \| 3 \| Pink Floyd \| The Endless River \| – \| \| 50. Woche 1 Woche \| 1 \| AC/DC \| Rock or Bust \| – \| \| 51. Woche 2014 – 1. Woche 2015 3 Wochen (insgesamt 29) \| 29 \| Kurt Nilsen \| Have Yourself a Merry Little Christmas \| – \| |                                        |                                        |                                        | |
| ← 2013 |                                        |                                        |                                        | → 2015 → |
| Zeitraum | Wo. ges.                               | Interpret                              | Titel                                  | Zusätzliche Informationen |
| (Zeitraum, Wochen auf Platz eins, Interpret, Titel, zusätzliche Informationen) |                                        |                                        |                                        | |
| 50. Woche 2013 – 1. Woche 2014 4 Wochen (insgesamt 29) | 29                                     | Kurt Nilsen                            | Have Yourself a Merry Little Christmas | – |
| 2.–3. Woche 2 Wochen (insgesamt 5) | 5                                      | Avicii                                 | True                                   | Sieben Wochen schwankte das Album zwischen Platz zwei und zwölf, bevor Avicii, wie bereits mit zwei Singles daraus, auf Platz eins aufrückte.                   |
| 4.–5. Woche 2 Wochen | 2                                      | Bruce Springsteen                      | High Hopes                             | Die lange Karriere von „Boss“ Springsteen brachte ein Dutzend Nummer-eins-Alben in Norwegen, die letzten fünf Studioalben reihten sich alle an der Spitze auf.  |
| 6. Woche 1 Woche | 1                                      | Skambankt                              | Sirene                                 | Die Hard-Rocker konnten sich von Album zu Album steigern und erreichten nach Platz 8, Platz 5 und Platz 2 mit dem vierten Album in acht Jahren die Chartspitze. |
| 7.–8. Woche 2 Wochen | 2                                      | Highasakite                            | Silent Treatment                       | – |
| 9. Woche 1 Woche | 1                                      | Oslo Ess                               | Alle hjerter deler seg                 | – |
| 10. Woche 1 Woche (insgesamt 3) | 3                                      | Jason Derulo                           | Tattoos                                | – |
| 11. Woche 1 Woche | 1                                      | Pharrell Williams                      | Girl                                   | – |
| 12. Woche 1 Woche | 1                                      | Sivert Høyem                           | Endless Love                           | – |
| 13.–14. Woche 2 Wochen | 2                                      | Verschiedene Interpreten               | Bauta - En hyllest til Bjørn Eidsvåg   | Ein Tributealbum zum 60. Geburtstag des Musikers Bjørn Eidsvåg von Marit Larsen, Maria Mena, dem Bo Kaspers Orkester, Thomas Dybdahl und anderen                |
| 15. Woche 1 Woche (insgesamt 3) | 3                                      | Jason Derulo                           | Tattoos                                | – |
| 16.–17. Woche 2 Wochen | 2                                      | Morten Harket                          | Brother                                | – |
| 18. Woche 1 Woche | 1                                      | Jarle Bernhoft                         | Islander                               | – |
| 19.–20. Woche 2 Wochen | 2                                      | Kent                                   | Tigerdrottningen                       | – |
| 21.–22. Woche 2 Wochen | 2                                      | Coldplay                               | Ghost Stories                          | – |
| 23. Woche 1 Woche (insgesamt 3) | 3                                      | Jason Derulo                           | Tattoos                                | – |
| 24. Woche 1 Woche | 1                                      | Age Aleksandersen                      | Sukker og salt                         | – |
| 25. Woche 1 Woche | 1                                      | First Aid Kit                          | Stay Gold                              | – |
| 26. Woche 1 Woche | 1                                      | Lana Del Rey                           | Ultraviolence                          | – |
| 27. Woche 1 Woche (insgesamt 14) | 14                                     | Ed Sheeran                             | ×                                      | – |
| 28. Woche 1 Woche | 1                                      | 5 Seconds of Summer                    | 5 Seconds of Summer                    | – |
| 29.–35. Woche 7 Wochen (insgesamt 14) | 14                                     | Ed Sheeran                             | ×                                      | – |
| 36. Woche 1 Woche | 1                                      | Ariana Grande                          | My Everything                          | – |
| 37.–39. Woche 3 Wochen | 3                                      | Verschiedene Interpreten               | MGPJR                                  | – |
| 40. Woche 1 Woche | 1                                      | Leonard Cohen                          | Popular Problems                       | – |
| 41. Woche 1 Woche | 1                                      | Emilie Nicolas                         | Like I’m a Warrior                     | – |
| 42. Woche 1 Woche | 1                                      | Nico & Vinz                            | Black Star Elephant                    | – |
| 43. Woche 1 Woche | 1                                      | deLillos                               | Rett og slett livet                    | – |
| 44. Woche 1 Woche | 1                                      | Marit Larsen                           | When the Morning Comes                 | – |
| 45. Woche 1 Woche | 1                                      | Taylor Swift                           | 1989                                   | – |
| 46.–47. Woche 2 Wochen (insgesamt 3) | 3                                      | Pink Floyd                             | The Endless River                      | – |
| 48. Woche 1 Woche | 1                                      | One Direction                          | Four                                   | – |
| 49. Woche 1 Woche (insgesamt 3) | 3                                      | Pink Floyd                             | The Endless River                      | – |
| 50. Woche 1 Woche | 1                                      | AC/DC                                  | Rock or Bust                           | – |
| 51. Woche 2014 – 1. Woche 2015 3 Wochen (insgesamt 29) | 29                                     | Kurt Nilsen                            | Have Yourself a Merry Little Christmas | – |